# Denkmalamt der Provinz Ostpreußen

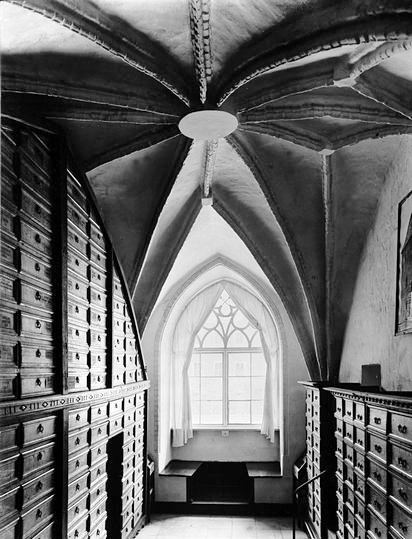
Archiv im Königsberger Schloss

Das Denkmalamt der Provinz Ostpreußen, zeitgenössisch auch Provinzialdenkmalamt genannt, war die 1893 gegründete Denkmalbehörde für die preußische Provinz Ostpreußen mit Sitz in Königsberg.
Der erste Landeskonservator war Adolf Boetticher. Sein Auftrag war zum einen die praktische Denkmalpflege durch Beratung, Mitwirkung bei Verordnungen und im Bildungswesen sowie die Verwaltungsvorgänge z. B. bei der Entschädigung für Eigentümer von unter Denkmalschutz gestellten Bauwerken. Zum anderen sollte er eine Inventarisation erstellen, d. h. eine Dokumentation von Baudenkmälern und anderen historischen Objekten für die Provinz Ostpreußen. Das dabei entstandene fotografische Archiv der Kunst- und Kulturdenkmäler war im Königsberger Schloss untergebracht und wurde bis 1943 fortgeführt.
Nach dem Ende des Zweiten Weltkriegs kamen mehrere russische und litauische, mindestens eine weißrussische und auch verschiedene polnische Expertenkommissionen nach Ostpreußen, um nach Kunstschätzen zu suchen. Dadurch gelangten einige Teile des Archivs in das Institut für Kunstforschung der Polnischen Akademie der Wissenschaften nach Warschau. 1952 wurde dieser Fund auf drei Institutionen aufgeteilt:
- Institut für Kunstforschung der Polnischen Akademie der Wissenschaften in Warschau (polnisch: Instytut Sztuki Polskiej Akademii Nauk)
- Staatsarchiv in Olsztyn (Allenstein) (polnisch: Archiwum Państwowe w Olsztynie)
- Museum für Ermland und Masuren in Olsztyn (Allenstein)